# Cuprite
La cuprite est une espèce minérale composée d’oxyde cuivreux de formule Cu2O . Elle se transforme très fréquemment en malachite par pseudomorphose.

## Historique de la description et appellations

### Inventeur et étymologie
La cuprite a été pour la première fois décrite par le minéralogiste, géologue et physicien autrichien Wilhelm Karl Ritter von Haidinger en 1845. Son nom vient du latin cuprum, le cuivre.

### Topotype
Non connu.

### Synonymes
- cuivre oxidulé (René Just Haüy)[4]
- mine de cuivre vitreuse rouge (Jean-Baptiste Romé de L'Isle 1783)
- minerai rouge de cuivre (Sage 1772)[5]
- rubérite (Edward John Chapman 1843)[6]
- ziguéline (François Sulpice Beudant 1832)[7]

## Caractéristiques physico-chimiques

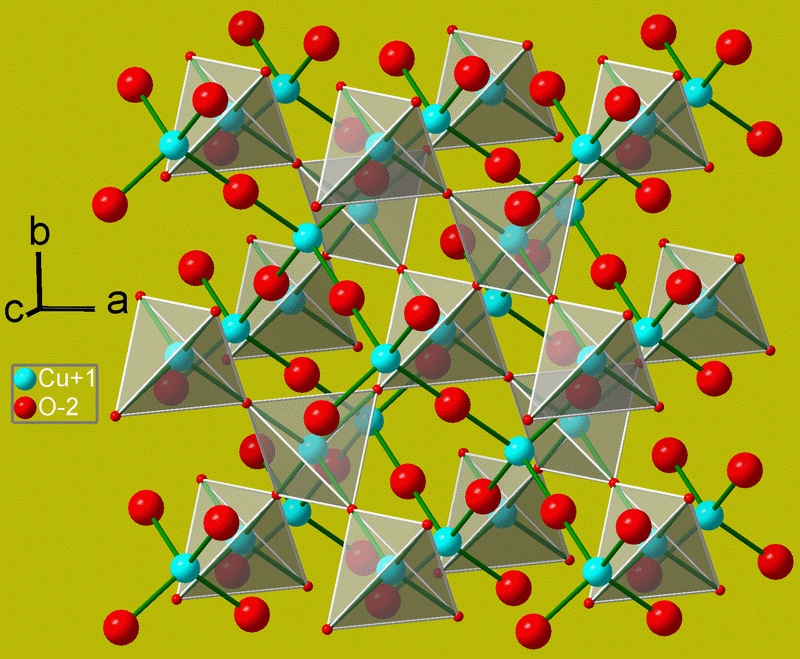
Structure cristalline de la cuprite.

### Cristallographie
Les paramètres de la maille conventionnelle sont : a = 4.2696, Z = 2 ; V = 77.83
Le densité calculée de ce minéral est 6,11.

### Variété
- chalcotrichite (Ernst Friedrich Glocker 1839[8],[9]) : variété capillaire de cuprite (croissance parallèle sur [001]), très recherchée par les collectionneurs.

Synonymes pour la chalcotrichite
mine de cuivre vitreuse en plumes rouges (Jean-Baptiste Romé de L'Isle 1783)
cuivre oxydulé capillaire (René Just Haüy)

## Gîtes et gisements

### Gîtologie et minéraux associés
Minéral secondaire, supergène, en zone d'oxydation des gisements de cuivre. En néoformation sur les scories de minerais de cuivre.
Minéraux associés : atacamite, azurite, brochantite, calcite, chalcosite, cuivre natif, malachite, limonite, ténorite

### Gisements producteurs de spécimens remarquables
- Algérie

El Aouana (Cavallo), Province de  Jijel
- Espagne

Mina El Valle-Boinás, Belmonte de Miranda, Asturies
- États-Unis

New Cornelia Mine (Ajo Mine), Ajo, Little Ajo Mts, Ajo District, comté de Pima, Arizona
Ray Mine, Scott Mountain area, Mineral Creek District (Ray District),Dripping Spring Mts, Comté de Pinal, Arizona (Variété Chalcotrichite)
- France

Mine Le Moulinal, Saint-Jean-de-Jeannes, commune de Paulinet, Alban, Tarn
Villanière, Salsigne, Mas-Cabardès, Aude (en néoformation sur scories)
Chessy-les-Mines, Rhône
- Zaïre

Mine de Dikuluwe, Kolwezi, Katanga
Mine de Mashamba, Kolwezi, Katanga

## Exploitation des gisements

### Utilisation
La cuprite peut être utilisée comme minerai de cuivre.

## Galerie
- Curpite sur chrysocolle 

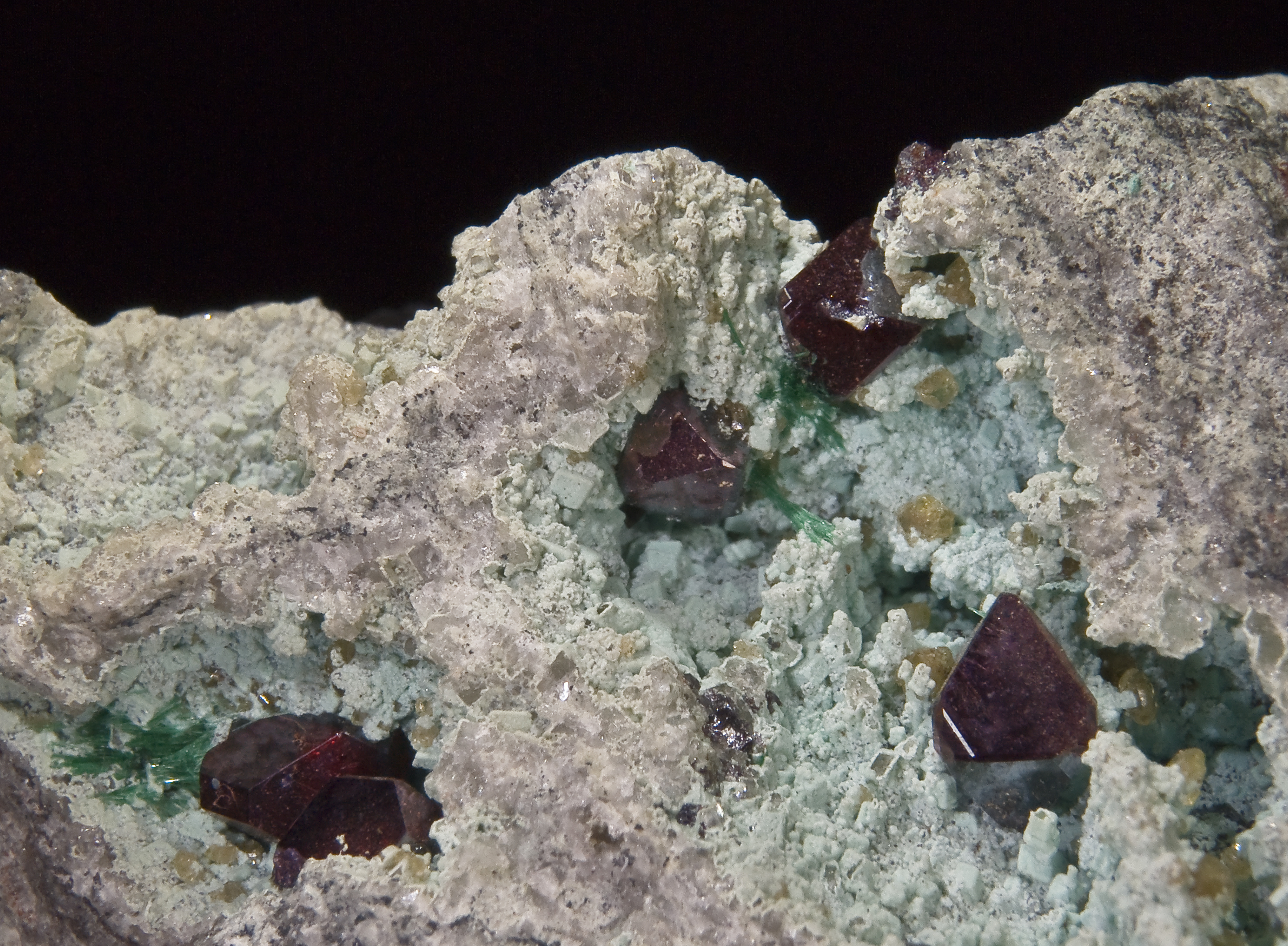
Mine de Mashamba, Zaïre - (Vue 3 cm)
- Curpite et malachite 
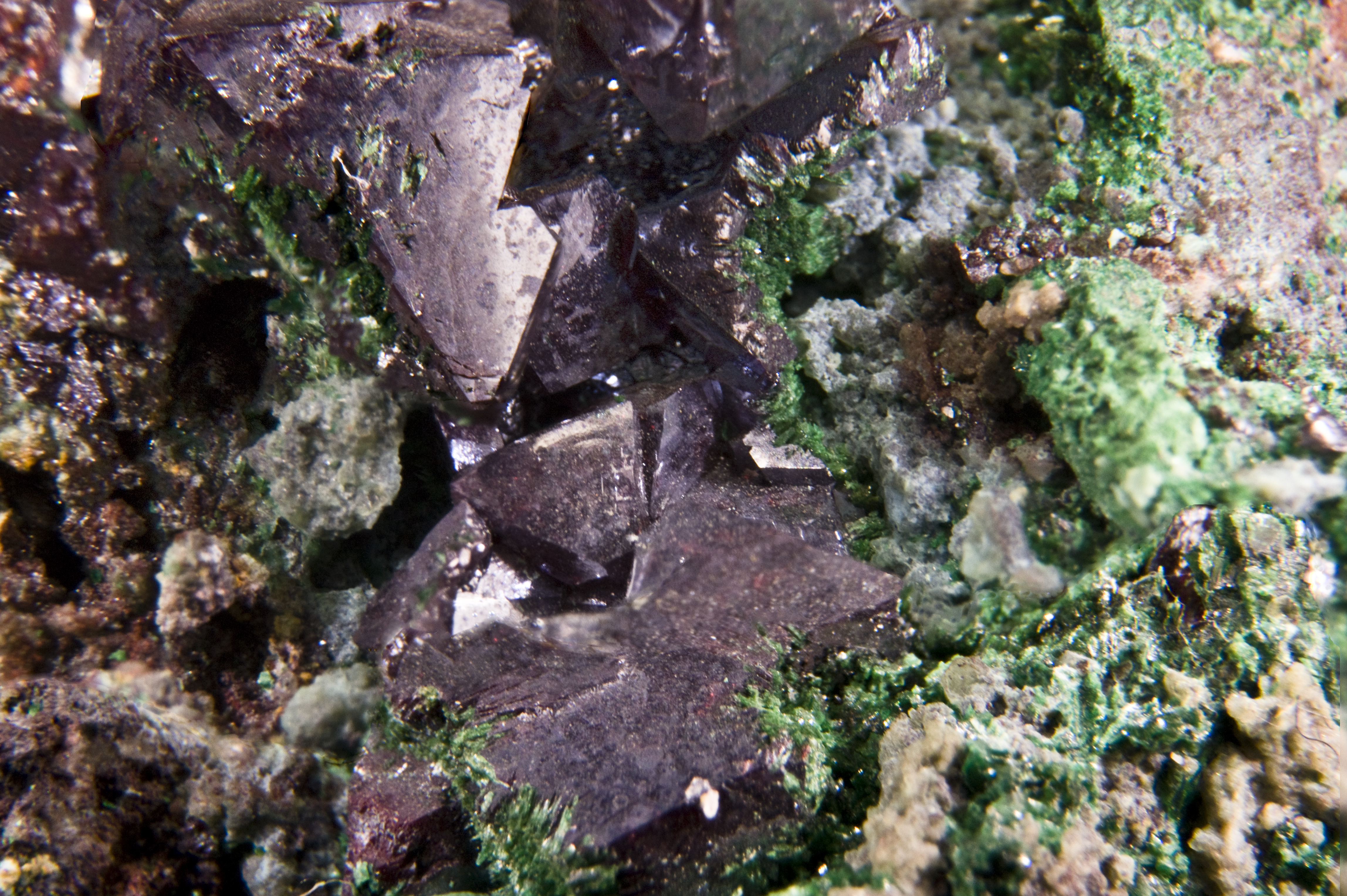
Mine de Dikuluwe, Kolwezi, Zaïre - (Vue 2 cm)
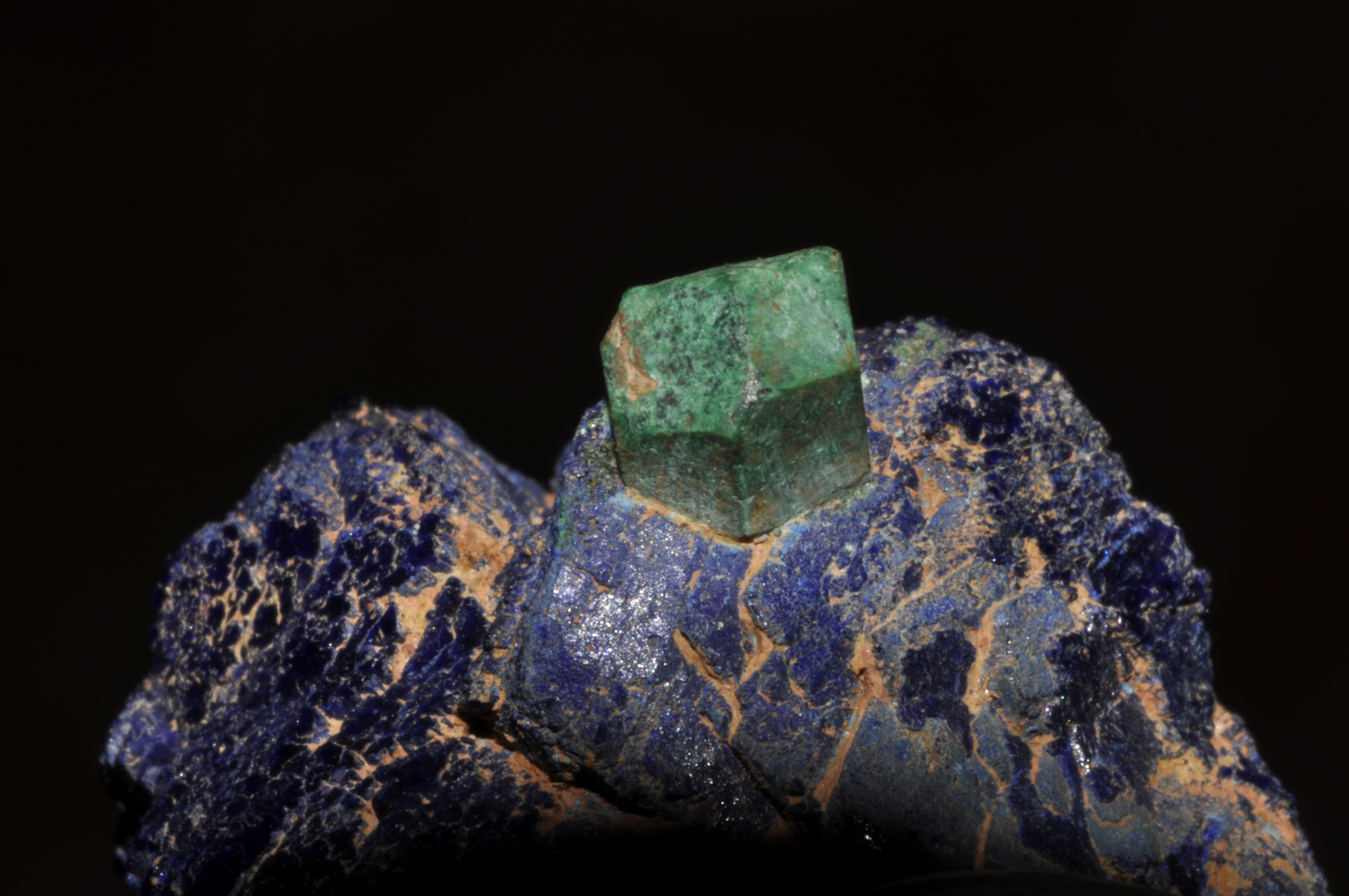
Pseudomorphose de curpite en malachite
- Chessy, Rhône, France
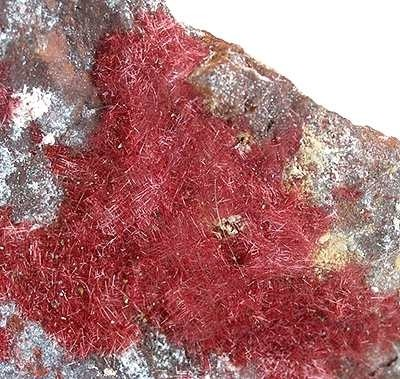
Chalcotrichite (11,4 × 10,1 × 5,6 cm), Cole mine, Bisbee, Arizona.